# NGC 136
NGC 136 ist ein offener Sternhaufen im Sternbild Kassiopeia am Nordsternhimmel.
Das Objekt NGC 136 wurde am 26. November 1788 von dem deutsch-britischen Astronomen Friedrich Wilhelm Herschel entdeckt.